# Johann Michael Rottmayr
Johann Michael Rottmayr, baptisé le 11 décembre 1654 à Laufen (Salzach) et mort le 25 octobre 1730 à Vienne (Autriche), est un peintre baroque majeur de l'école salzbourgeoise.

## Biographie

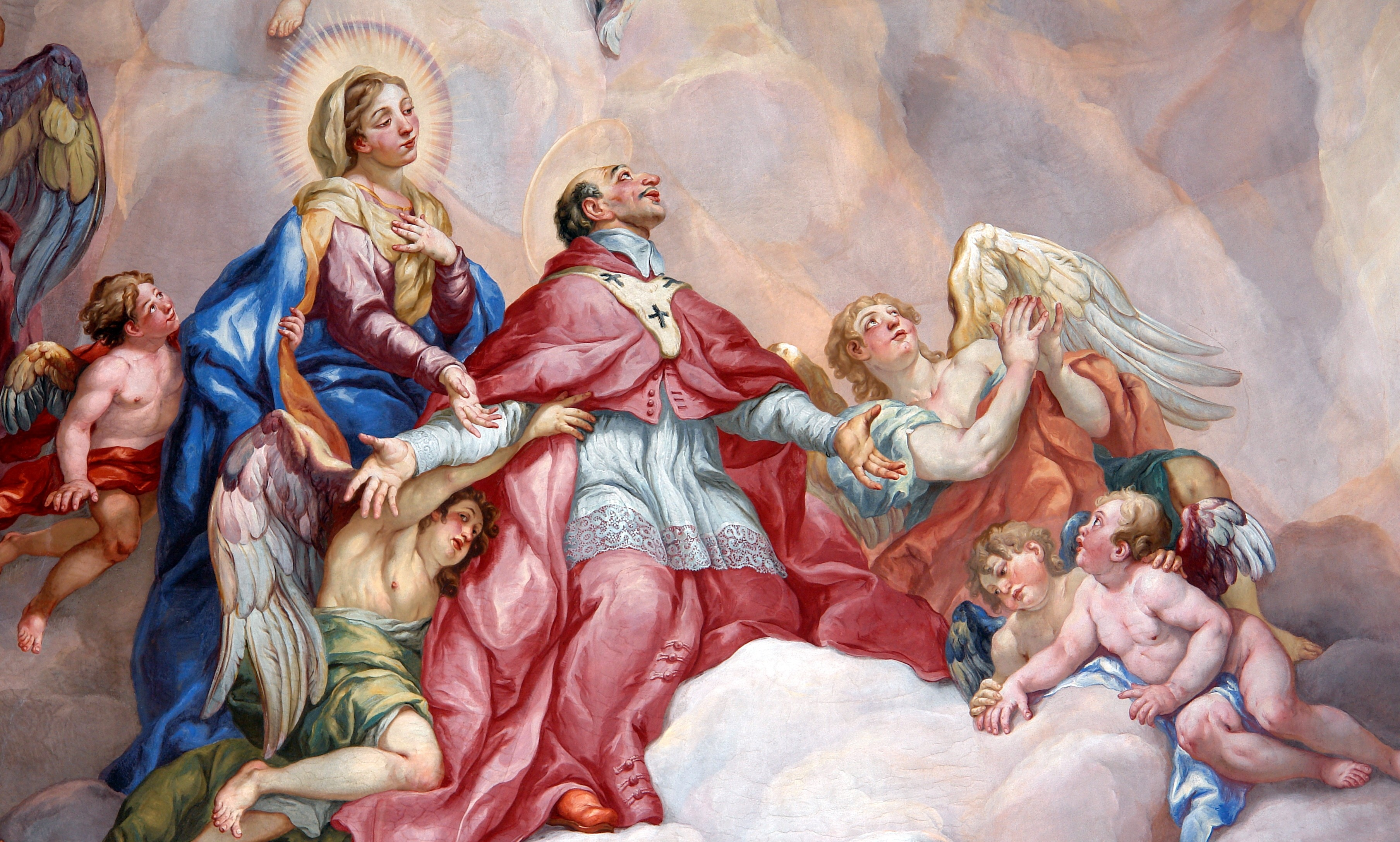
Intercession de saint Charles Borromée
église Saint-Charles-Borromée (Vienne).

Johann Michael Rottmayr est le fils d'un organiste, Friedrich Rottmayr, et de son épouse Maria-Magdalena ; cette dernière l'initie à la peinture et il va faire son apprentissage à Venise, où il devient l'élève de Johann Karl Loth en 1675. Son atelier mélange l'école napolitaine et l'école vénitienne.
Johann Michael Rottmayr retourne ensuite à Passau en 1688 et l'année suivante s'installe à Salzbourg, où il devient peintre de la Cour du prince-évêque. Il travaille aussi pour le comte von Althann. Il épouse en 1690 une salzbourgeoise, Hélène Reichpekh, puis s'installe en 1696 définitivement à Vienne.
Il est titré von Rosenbrunn en 1703. Devenu veuf, il épouse en secondes noces en 1727 Theresia Nassner.
Il est enterré à la cathédrale Saint-Étienne de Vienne.

## Œuvres principales

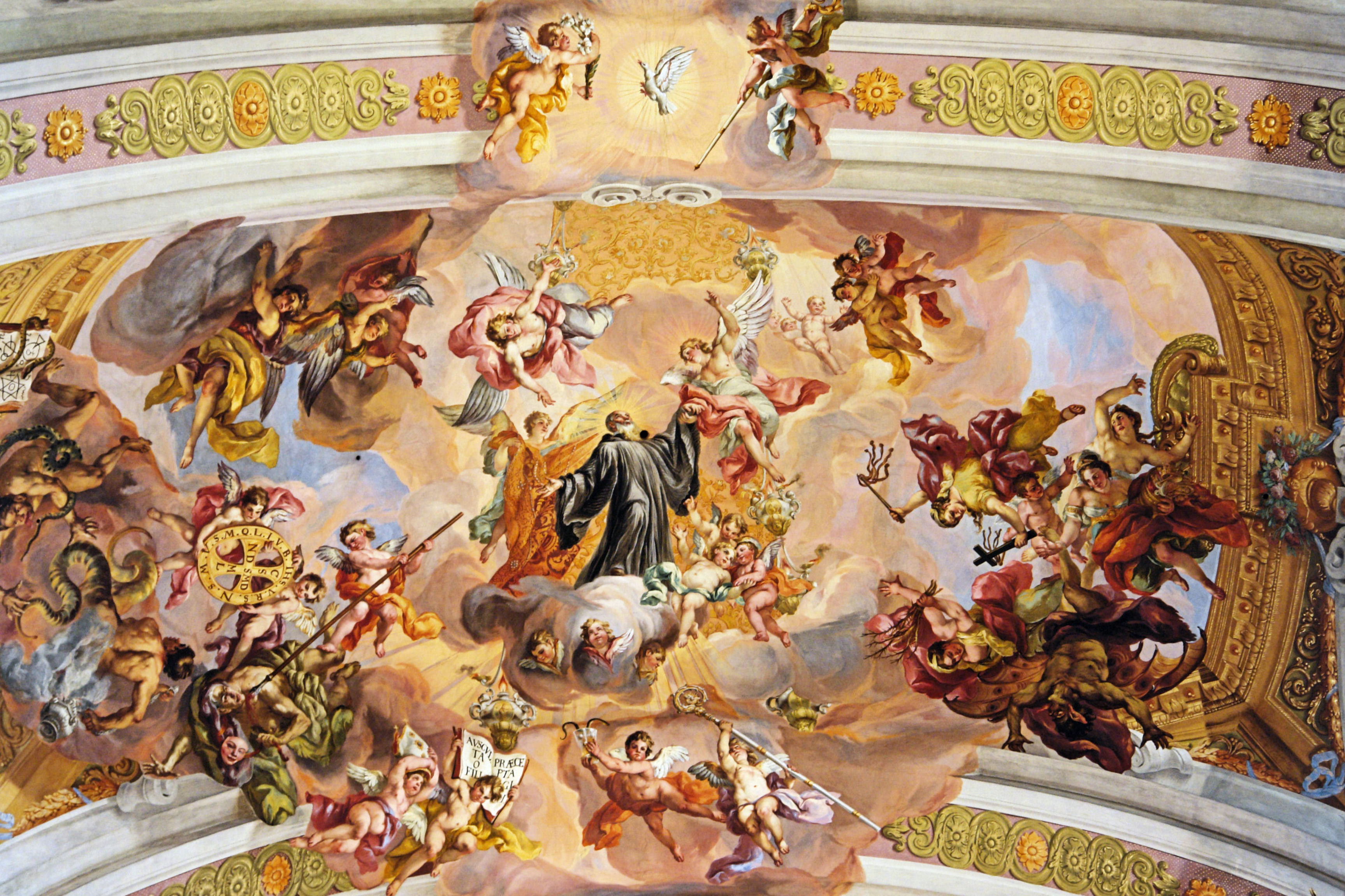
Montée au ciel de saint Benoît
abbaye de Melk.

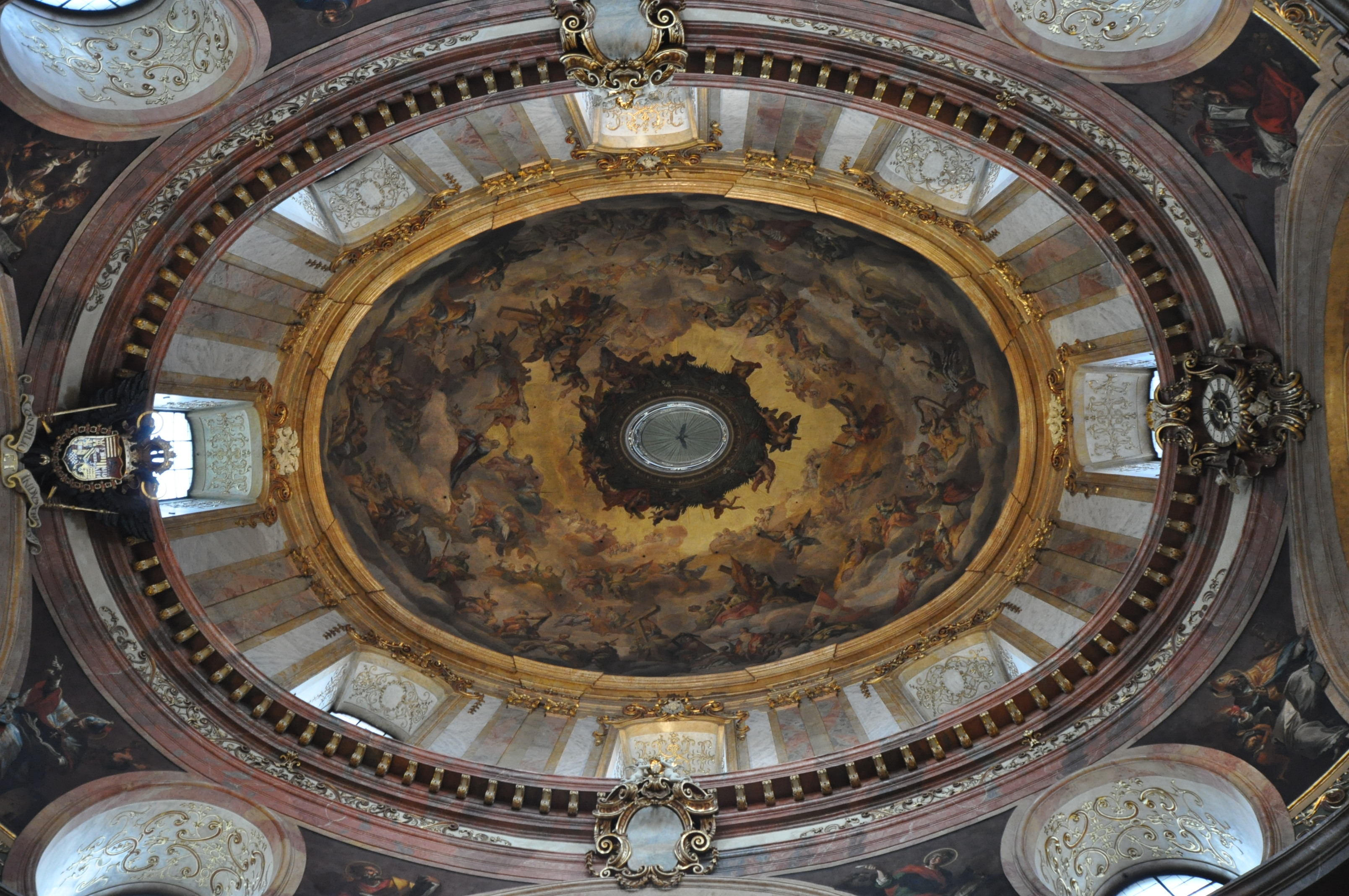
Les fresques de la coupole de
l'église Saint-Pierre de Vienne.

- 1689 : Palais épiscopal de Salzbourg (la Alte Residenz), salle des carabiniers : fresques des quatre éléments
- 1690 : manège d'hiver (Winterreitschule, aujourd'hui la Karl-Boehme-Saal du palais du festival) : fresques turques
- 1692 : Déploration d'Abel, huile sur toile, 191 × 127 cm, palais du Belvédère (Vienne)[1]
- 1695 : Château Vranov en Moravie, appartenant au comte von Althann ; il collabore avec Johann Bernhard Fischer von Erlach.
- 1696-1698 : Crucifixion de l'église des moines paulins de Vienne.
- 1697 : Église de la Trinité de Salzbourg
- 1697 : Triomphe de la Vierge immaculée, huile sur toile, 148,5 x 223 cm, musée de Salzbourg[2]
- 1703 : fresques de la coupole de l'église des Jésuites de Breslau
- 1706 : palais Liechtenstein (Vienne)
- 1706 : Céphale et Procris (musée de Vienne)
- 1708 : Autel Saint-Jean de la cathédrale Saint-Étienne de Vienne
- 1711 : fresques de la Belle Galerie (Schönen Galerie) de la Residenz de Salzbourg
- 1711-1712 : église Hietzingerkirche de Vienne : La Mort de saint Joseph
- 1714 : église Saint-Pierre à Vienne
- 1715 : peinture de l'autel de saint François à la cathédrale de Vienne[Laquelle ?]
- 1716-1722 : fresques de l'abbaye de Melk, Via Triumphalis de l'Ordre bénédictin
- 1719 : peinture de l'autel de saint Augustin de l'abbaye de Saint-Florian
- 1726-1729 : fresques de la coupole de l'église Saint-Charles-Borromée (Vienne)
- 1730 : fresques de l'abbaye de Klosterneuburg et tableau de l'Assomption de la BV Marie.
- Quatre peinture d'autels de la cathédrale Saint-Étienne (Passau).
- Une Lamentation à l'église Saint-Paul de Passau.

"
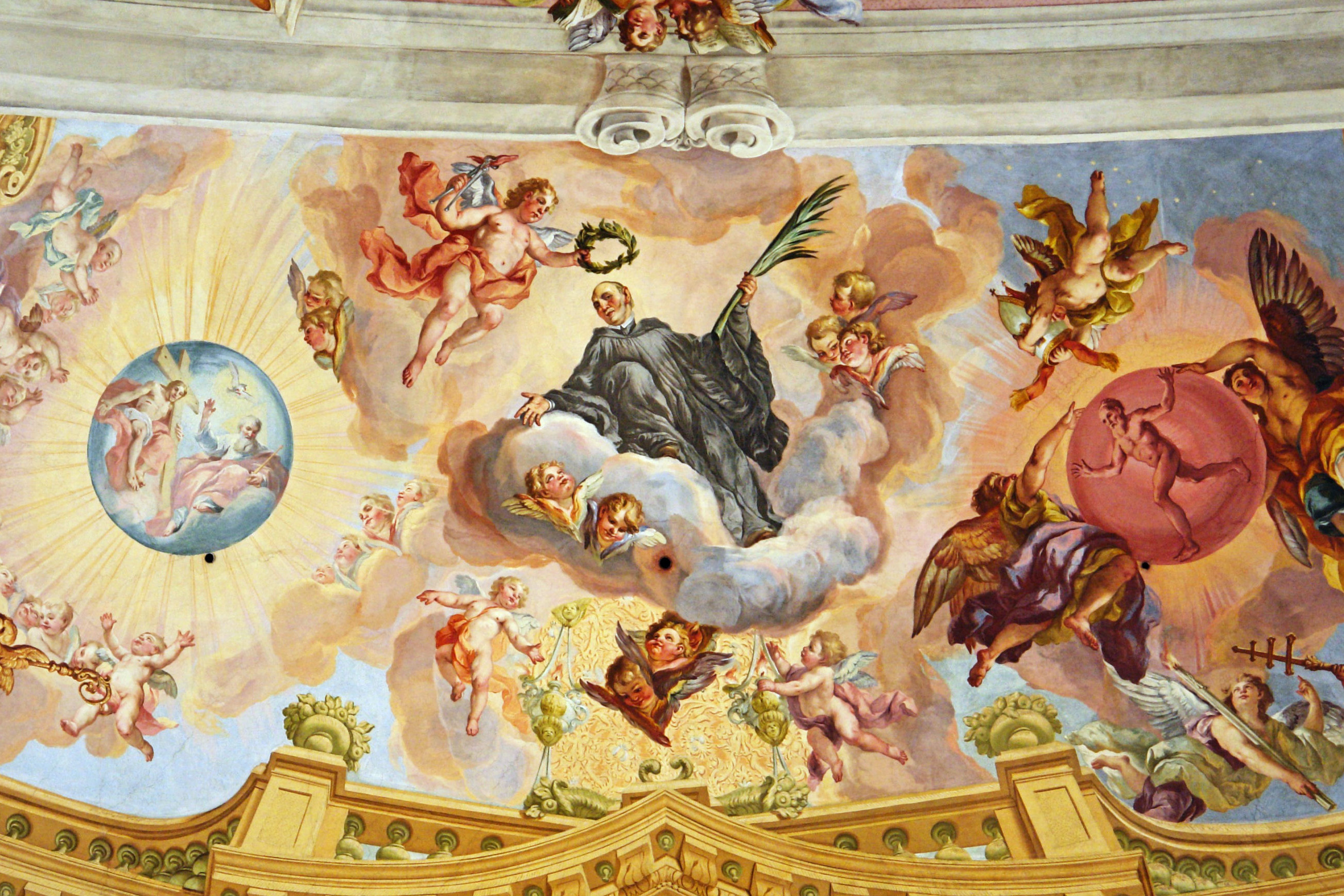
Le Triomphe du moine avec la palme du martyre Abbaye de Melk.
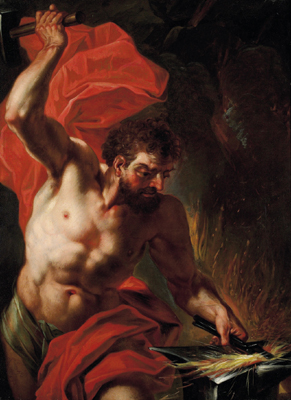
Vulcain (collection privée).
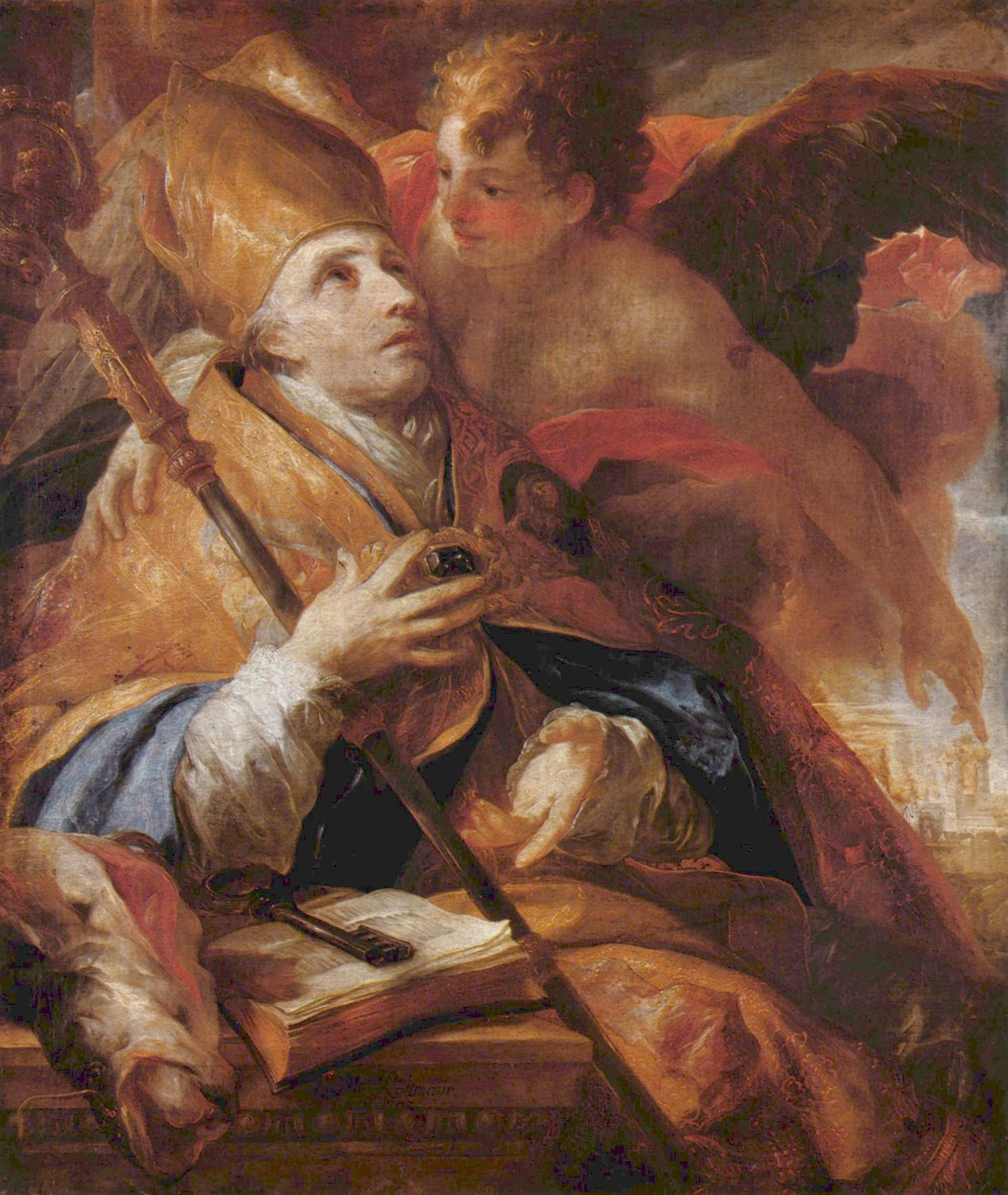
Portrait de saint Bennon de Meissen Neue Pinakothek, Munich.